# HMS Africa (1781)
El HMS Africa fue un navío de línea británico de 64 cañones de la clase Inflexible construido en los astilleros de Deptford en 1778. Sirvió a la Royal Navy, participando en la batalla de Cuddalore, la batalla de Trafalgar o en la guerra de las Cañoneras contra los daneses; así como en algunas expediciones al Índico y al Báltico.
Después de 1805, durante el conflicto entre Reino Unido y Dinamarca, la Royal Navy asignó al HMS Africa la custodia de un convoy de 137 barcos mercantes en el Báltico, habiendo de batirse con las fuerzas danesas. En mayo de 1814 pasó a los astilleros de Portsmouth, donde fue vendido y desguazado.

## Guerra de Independencia de los Estados Unidos
Botado en 1781, su primer servicio discurrió bajo el mando del capitán Thomas Newnham. En 1782, durante la guerra de Independencia de los Estados Unidos, fue enviada a la India con el capitán Robert McDowall como parte de un escuadrón de cinco navíos que dirigía el comodoro Sir Richard Bickerton, aunque no participó en ninguna batalla en aquel año. Sí que tomó parte, un año más tarde, en la batalla naval de Cuddalore. Regresó a Inglaterra cuando se conoció el final de la Guerra.

## Guerras napoleónicas

### Batalla de Trafalgar
Tomó parte en la batalla de Trafalgar el 21 de octubre de 1805 bajo el mando del capitán Henry Digby. Habiéndose separado del resto de la flota británica antes de la batalla, el navío llegó de una dirección diferente y sin saber el plan de batalla ideado por Horatio Nelson. Con 498 hombres a bordo, combatió a la flota hispano-francesa de costado, sufriendo pocos desperfectos y tan solo 8 muertos, aunque tuvo 44 heridos. Regresó a Gibraltar antes de que la tormenta que asoló la zona afectara a la flota.

### Guerra de las Cañoneras
Durante la llamada guerra de las Cañoneras, prestó servicio bajo el mando del capitán John Barrett. El 15 de octubre de 1808, escoltaba un convoy de 137 barcos mercantes en el mar Báltico, con la ayuda de la bombarda Thunder. Salieron del puerto de Karlskrona ese día y el 20 de octubre fondearon en el estrecho de Øresund, cerca de Malmö. Al mediodía se encontraron una flotilla de cañoneros daneses moviéndose hacia el convoy y el HMS Africa trató de interceptarlos.
Con la mar en calma, sin viento, el HMS Africa quedó inmovilizado. Un blanco fácil para las cañoneras que prontamente decidieron batirse contra el navío británico durante toda la noche. El navío perdió 9 hombres y tuvo 51 heridos, entre ellos su capitán. Debido a los desperfectos recibidos, debió regresar a los astilleros de Karlskrona para ser reparada. Finalmente, el convoy logró llegar al Reino Unido.
Posterior a esta campaña, en 1810 recibió el mando de George Frederick Ryves, que la comandó por el mar Báltico en tareas de vigilancia.
John Houlton Marshall ascendió a comandante en la nave en una ceremonia celebrada el 21 de octubre de 1810 para conmemorar la batalla de Trafalgar.

### Guerra de 1812
Bajo el mando del capitán John Bastard, el HMS Africa formó parte del escuadrón dirigido por Philip Broke que trató, en balde, de atrapar al USS Constitution durante la guerra anglo-estadounidense de 1812.

## Final
En 1814 el HMS Africa dejó de prestar servicio a la Royal Navy en mayo de 1814, siendo desguazado en los astilleros de Portsmouth.